# InuYasha: Jidai o Koeru Omoi
InuYasha: Mối giao cảm vượt thời gian (映画犬夜叉　時代を越える想い Eiga Inuyasha: Jidai o Koeru Omoi) hay được biết đến với tên Love that Transcends Time là bộ phim đầu tiên của bốn bộ phim về InuYasha với đạo diễn phim là Shinohara Toshiya và Sumisawa Katsuyuki viết kịch bản
Nhiều ý kiến cho rằng các nhân vật trong movie vẽ không giống với các nhân vật trong loạt anime phát sóng trên truyền hình, mà giống với cách vẽ của manga hơn, lý do là trong nhóm thiết kế nhân vật có sự công tác của Motohashi Hideyuki, người thiết kế nhân vật cho các anime Fushigi Yūgi, A-ko the Versus, và Ayashi no Ceres. Bộ movie ra mắt ở Nhật Bản vào ngày 16 tháng 12 năm 2001 và ở Hoa Kỳ vào ngày 7 tháng 9 năm 2004. Bộ movie ra mắt vào lúc tập 54 và 55 phát sóng, nhưng bối cảnh của bộ movie có lẽ diễn ra sau tập 54 một chút, vì trong movie Khuyển Dạ Xoa có sử dụng chiêu Bộc lưu phá, một chiêu thức mà anh học được trong tập 54.

## Cốt truyện
Inu no Taishou, cha của Inu Yasha và Sesshomaru đã đánh bại một yêu quái ngài của Trung Hoa tên là Hyōga cách đây 200 năm và phong ấn con ông ta, Menōmaru. Tuy nhiên một mảng ngọc Tứ Hồn đã giải phóng cho Menōmaru và y bắt đầu tìm cơ hội trả thù cho cha mình, đồng thời tìm cách đoạt lại sức mạnh của cha mà Inu no Taishou đã phong ấn. Y cùng với hai thuộc hạ là Hari và Ruri bắt đầu tìm cách tấn công nhóm của Inu Yasha. Ruri tạo ra một Phong huyệt giống như Phong huyệt trên tay Miroku và sau đó hai người dùng Phong huyệt đấu với nhau, trong khi đó Menōmaru yểm bùa Kirara và Hari điều khiển Kirara chống lại Sango và nhóm Inu Yasha.
Khi Menōmaru đã hấp thu được sức mạnh của tổ tiên và cha y (bị Inu no Taishou phong ấn), y trở thành một Hyōga mới và mạnh hơn cả cha mình, vì Menōmaru đã hấp thu sức mạnh của cha cũng như sức mạnh tích tụ lại qua các thế hệ của dòng họ y. Y bắt đầu âm mưu thay đổi các thời gian và không gian, hấp thu hàng nghìn linh hồn của con người để y có thể hoàn toàn hòa nhập bản thân với sức mạnh của các gia tộc. Điều này khiến Kagome hoàn toàn bị y điều khiển, cô làm bị thương Kaede và truy lùng Inu Yasha. Vừa lúc Inu Yasha đi qua một cây cầu, anh nhìn thấy Kikyo nhưng kỳ thực đó là Kagome đang mặc bộ đồ pháp sư miko, vì vậy trông cô hệt như Kikyo. Kagome cố cảnh báo Inu Yasha về việc cô bị yểm bùa, nhưng Inu Yasha không nghe thấy. Sau đó hai người lại gần nhau và Menōmaru điều khiển Kagome ôm lấy Inu Yasha để gài bẫy anh, sau đó đâm Inu Yasha với những móng vuốt ma thuật trong tay Kagome. Inu Yasha nhanh chóng nhận thức được âm mưu của Menōmaru, anh rút chạy và Kagome đuổi theo, nhưng may mắn là cô lấy lại tỉnh táo trong chốc lát và bảo Inu Yasha chạy đi. Sau đó, khi Inu Yasha nghe mọi người kể lại mọi chuyện, anh nổi điên lên và quay lại giải cứu Kagome. Nhưng rồi anh bị Kagome bắn dính vào gốc cây cổ thụ thần thánh, hệt như Kikyo đã làm cách đây 50 năm. Kagome tỉnh lại và òa khóc trước những việc mình làm. Ngay lúc đó Kikyo xuất hiện, mỉa mai về những việc Kagome đã làm, nói rằng nguyên nhân của tất cả mọi thứ là do Kagome không thuộc về thời Chiến Quốc, vì vậy cô phải quay trở về thế giới của mình. Nói là làm, Kikyo đẩy Kagome xuống chiếc giếng Thực Cốt, và Kagome kẹt ở thế giới hiện đại do ảnh hưởng của Menōmaru đối với thời gian và không gian đã khiến những chiếc rễ cây khổng lồ mọc lên tại chiếc giếng; nói cách khác là Kagome không dùng chiếc giếng để đi về thời Chiến Quốc được nữa.
Sau khi bị đẩy về thời hiện đại, Kagome bước ra khoảnh sân đầy tuyết phủ và tiến tới cây cổ thụ thần thánh, nơi Inuyasha bị phong ấn 5 thế kỷ trước. Cô bỗng nhìn thấy anh đang ngồi ở đó, vẫn còn bất tỉnh sau khi bị Kagome bắn. Khi Kagome bước tới gần Inu Yasha, một bông tuyết rơi xuống và xóa nhòa hình ảnh của anh trong mắt Kagome. Điều này khiến cô nhận ra rằng, một khi mình không quay về thời Chiến Quốc được nữa thì cô cũng không còn cơ hội gặp lại Inu Yasha. Đến đây cô đổ sụp xuống và òa khóc. Sau đó Kagome đứng dậy, áp bàn tay của mình vào cây cổ thụ, và cô bỗng nghe thấy giọng nói của Inu Yasha. Hai người sau đó nhận ra rằng mình có thể liên lạc với nhau bằng ý nghĩ, thông qua cây cổ thụ thần thánh. Khi Inu Yasha hỏi: "Cô có sợ không ?", Kagome trở nên bực bội, cô nói rằng đó không phải là lý do cô bị kẹt ở thời hiện đại. Nhưng rồi, Kagome chợt nhớ về cuộc nói chuyện với Kikyo và cuối cùng, cô thừa nhận là mình thật sự rất sợ. Sau đó Kagome nhìn thấy Inu Yasha, lúc này đã tỉnh táo trở lại. Cô nói rằng cô cảm thấy rất bất lực và vô vọng, vì cô đã làm tổn thương anh nên "chắc là sẽ tốt hơn nếu tôi không ở bên cạnh mọi người". Ngay lúc đó, Inu Yasha đứng dậy, bảo rằng Kagome không được nói như thế. Anh bước lại gần Kagome, bỏ ngoài tai mọi lời khuyên của cô về việc vết thương của anh sẽ trở nặng nếu như anh làm như vậy, dang tay ôm chặt Kagome vào lòng và nói: "Tôi cần em... em không hiểu sao ?" Việc này khiến Kagome bật khóc, cô gục đầu vào người Inu Yasha nức nở: "Cảm ơn anh... Inu Yasha".
Kagome sau đó quay về thực tại và cô quyết định tìm cách trở về thời Chiến Quốc, nhưng chiếc giếng cổ đã bị những rễ cây chặn lại. Kagome chạy tới cây cổ thụ nhờ Inu Yasha giúp đỡ, và được anh đề nghị thử sử dụng mũi tên thanh tẩy. Thế là Kagome chạy đi lấy cung tên từ của ông mình, và lấy từ một lỗ hổng trên thân cây cổ thụ - nơi Inu Yasha bị bắn dính vào đó - một mũi tên. Vừa lúc đó, mẹ của Kagome xuất hiện, đưa cho cô bộ đồng phục mới và chúc cô lên đường may mắn. Sau đó, Kagome tới chỗ chiếc giếng và dùng mũi tên của mình phá hủy những chiếc rễ cây chặn đường chiếc giếng cổ, vừa lúc Inu Yasha tiến lại gần chiếc giếng, định bụng sẽ dùng Thiết Toái nha phá nó. Điều này khiến cho Inu Yasha cũng bị vạ lây bởi sức công phá của mũi tên, và cũng khiến anh và Kagome cãi nhau một trận kinh hoàng. Vừa lúc đó, Myōga xuất hiện, ngăn hai người lại và nói rằng cả hai phải nhanh chóng tiêu diệt Menōmaru, lúc này sắp trở thành một Hyōga mới.
Sesshomaru sau đó xuất hiện, và anh nhanh chóng nhận ra rằng em trai mình đang đánh nhau với cựu thù của cha, nhưng anh quyết định không can thiệp vào trận đánh. Sau đó anh gặp Kikyo, và lần đầu tiên trong loạt anime, hai người đối thoại với nhau. Qua cuộc đối thoại, ta thấy Kikyo biết Sesshomaru là anh của Inu Yasha, còn Sesshomaru cũng biết mối quan hệ giữa Kikyo và Inu Yasha (bằng chứng là anh nói với Jaken và Rin rằng Kikyo chẳng qua chỉ là một miko đã chết). Sau đó Sesshomaru bỏ đi sau khi đe dọa rằng chỉ có anh mới là kẻ sẽ tiêu diệt Inu Yasha.
Quay trở lại trận đánh của Sango và Miroku, lúc này Vân Mẫu đã thoát hỏi bùa yểm của Menōmaru, và cùng với Sango tiêu diệt Hari. Còn Ruri dùng mũi lao của mình mở rộng Phong huyệt hòng hút Miroku vào trong, nhưng rốt cuộc cô bị chính Phong huyệt của mình giết chết. Sau đó, cả nhóm tập hợp lại với nhau và củng hợp sức tấn công Menōmaru. Lúc này, Menōmaru đã trở thành một Hyōga mới có sức mạnh khủng khiếp hơn cả cha mình. Sau một trận đánh quyết liệt, cuối cùng y cũng đã bị tiêu diệt bởi Bộc lưu phá của Inu Yasha kết hợp với mũi tên thanh tẩy của Kagome.

## Thông tin về phim
- Phát hành: ngày 16 tháng 12 năm 2001
- Đạo diễn: Shinohara Toshiya
- Biên kịch: Sumisawa Katsuyuki
- Nhạc: Wada Kaoru
- Thiết kế nhân vật: Motohashi Hideyuki và Hishinuma Yoshihito
- Bài hát trong phim: "no more words"

Lời: Hamasaki Ayumi, Nhạc: CREA + D-A-I, Sửa chữa: Suzuki Naoto + tasuku, Thể hiện: Hamasaki Ayumi
Chú thích: Đạo diễn Shinohara Toshiya từng là người thực hiện các anime như Lupin III - Memory of Blaze - Tokyo Crisis TV Special hay Gundam Wing (cùng thực hiện với Sumisawa Katsuyuki và Wada Kaoru.
- Inu Yasha/Khuyển Dạ Xoa - Yamaguchi Kappei/ Richard Ian Cox
- Higurashi Kagome/ Nhật Mộ Li - Yukino Satsuki/ Moneca Stori
- Shippō/Thất Bảo - Watanabe Kumiko/ Jillian Michaels
- Miroku/Di Lặc pháp sư - Tsujitani Kōji/ Kirby Morrow
- Sango/San Hô - Kuwashima Houko/ Kelly Sheridan
- Minh Gia - Ogata Kenichi/ Paul Dobson
- Kikyo/Cát Cánh - Hidaka Noriko/ Willow Johnson
- Sesshomaru/Sát Sinh Hoàn - Narita Ken/ David Kaye
- Jaken/Tà Kiến - Nagashima Yûichi/ Don Brown
- Rin/Tiểu Linh - Noto Mamiko/ Brenna O'Brien
- Kaede/Phụng lão lão - Kyōda Hisako/ Pam Hyatt
- Hachi - Nakajima Toshihiko/ Terry Klassen
- Menomaru - Seki Tomokazu/ Vincent Gale
- Ruri - Shiina Hekiru/ Venus Terzo
- Hari - Kawakami Tomoko/ Lalainia Lindbjerg
- Higurashi Sota/Nhật Mộ Thảo Thái - Nakagawa Akiko/ Saffron Henderson
- Mẹ của Kagome - Dodo Asako/ Cathy Weseluck
- Ông của Kagome - Suzuki Katsumi/ French Tickner